# Frank Oliver Ongfiang
Frank Oliver Ongfiang (Yaoundé, 6 aprile 1985) è un ex calciatore camerunese di ruolo centrocampista.

## Carriera
Nel 2000 ha fatto parte della rosa del Bordeaux, squadra che milita nel massimo campionato francese, senza tuttavia scendere mai in campo.
Nel 2001 arriva in Italia: viene acquistato dal Venezia con cui collezione solo una presenza che coincide con l'esordio in Serie A, e successivamente, nel 2002, passa al Palermo dove resta fino al 2003. È stato il primo e unico calciatore camerunese della storia della società rosanero.
Poi passa al Cesena nel 2003-2004 in serie C dove vince la Coppa Italia di categoria, successivamente si trasferisce al Martina, anch'essa in Serie C1, fino alla fine del 2005.
Dal 2005 al 2007 gioca in Tunisia nell'Espérance, nei due anni presso la squadra tunisina vince due volte la coppa nazionale ed una volta il campionato. 
Nella stagione 2007-2008 passa all'al-'Ayn.

## Palmarès

### Club

#### Competizioni nazionali
- Coppa Italia Serie C: 1

Cesena: 2003-2004
- Campionato tunisino: 1

Esperance: 2005-2006
- Coppa di Tunisia: 2

Esperance: 2005-2006, 2006-2007